# Vivi Melancia
Vivian Munhoz, mais conhecida como Vivi Melancia, é uma ilustradora, quadrinista e professora brasileira. Em 2016, publicou a HQ Filha, Mãe e Avó em 2016. Em 2022, lançou o romance gráfico Afeto, com roteiro de Natália Sierpinski. Por esta última obra, ganhou no ano seguinte o Prêmio Angelo Agostini de melhor lançamento infantil.